# Uğur Şahin
Uğur Şahin (* 19. září 1965 İskenderun) je německý onkolog tureckého původu, podnikatel a spoluzakladatel společnosti BioNTech, který pomohl vyvinout vakcínu Pfizer–BioNTech, jednu z hlavních vakcín proti nemoci covid-19, a zasloužil se o její výrobu v Mohuči a Marburgu. Mezi hlavní oblasti jeho vědecké činnosti patří výzkum léčby rakoviny a imunologie.

## Původ a vzdělání
Sahinova rodina, původem z Turecka, se přestěhovala do Německa, když mu byly čtyři roky. Vyrůstal v Kolíně nad Rýnem a studoval medicínu na Kolínské univerzitě, kde získal doktorát z imunoterapie rakoviny. Zpočátku zůstal na akademické půdě a věnoval se výzkumu v univerzitních nemocnicích Sárské a Curyšské univerzity. V roce 2000 založil výzkumnou skupinu na Univerzitě Johannese Gutenberga v Mohuči, kde se v roce 2006 stal univerzitním profesorem experimentální onkologie. V roce 2001 se při zachování své pozice na univerzitě začal věnovat podnikatelským aktivitám a v letech 2001 a 2008 založil se svou manželkou Özlemou Türeciovou, která je významnou imunoložkou, dvě farmaceutické společnosti. Druhá z těchto společností, BioNTech, vyvinula společně s americkým koncernem Pfizer v roce 2020 jednu z hlavních vakcín používaných k boji proti pandemii covidu-19, vakcína Pfizer–BioNTech (obchodní název Comirnaty). V důsledku nárůstu hodnoty společnosti se Şahin a Türeciová stali prvními Němci s tureckými kořeny na seznamu 100 nejbohatších lidí v Německu a mnohonásobnými miliardáři.
Uğur Şahin se narodil 29. září 1965 v İskenderunu, v turecké provincii Hatay . Ve čtyřech letech se s matkou přestěhoval do Německa, kde pak žili s jeho otcem, který pracoval v kolínských továrnách automobilky Ford. Kromě fotbalu se zajímal o populárně-vědecké knihy, které si vypůjčoval z katolické církevní knihovny. Zpočátku jeho učitel na základní škole doporučil, aby navštěvoval hauptschule, což by mu neumožnilo snadno navštěvovat univerzitu; po zásahu svého německého souseda místo toho šel na gymnázium.    V roce 1984 absolvoval Erich-Kästnerovo gymnázium v Kolíně nad Rýnem-Niehl, jako první dítě ve škole s rodiči tureckých zahraničních pracovníků. Absolvoval pokročilé kurzy matematiky a chemie.

## Osobní život
Şahin se setkal se svou budoucí manželkou Özlem Türeciovou během svého působení ve fakultní nemocnici Sárské univerzity v Homburgu. Özlem Türeci zde dokončovala poslední rok svého studia. Pár uzavřel sňatek v roce 2002. Mají spolu jednu dceru.
Se svou manželkou patří mezi stovku nejbohatších lidí v Německu. Drží 17,25 % akcií firmy BioNTech. Podle deníku Die Welt činilo Şahinovo jmění v prosinci 2020 již přes 5 miliard amerických dolarů. Vědec a podnikatel patřil tak již tehdy mezi 500 nejbohatších lidí světa. Podle portálu Bloomberg stouplo Şahinovo jmění díky značnému vzrůstu kurzu akcií firmy BioNTech do prosince 2021 na 11,3 miliardy dolarů.
Şahin a jeho manželka obdrželi v březnu 2021 z rukou spolkového prezidenta Franka-Waltera Steinmeiera Rytířský kříž Železného kříže, jedno z nejvyšších vyznamenání udělovaných v Německu. 

## Vědecká kariéra
Uğur Şahin v letech 184 až 1992 vystudoval medicínu na univerzitě v Kolíně nad Rýnem.   V roce 1992 získal doktorát za disertační prací o imunoterapii nádorových buněk (bispecifické monoklonální protilátky pro aktivaci cytostatických prekurzorů na nádorových buňkách), která byla hodnocena summa cum laude . Vedoucím jeho práce byl Michael Pfreundschuh. V letech 1992 až 1994 studoval matematiku na Fernuniversität Hagen.
Şahin pracoval jako lékař pro interní lékařství a hematologii / onkologii v letech 1991 až 2000 na univerzitní nemocnici v Kolíně nad Rýnema poté ve fakultní nemocnici Sárské univerzity v Homburgu . V roce 1999 se habilitoval v oboru molekulární medicíny a imunologie. Poté, co v roce 2000 pracoval v Institutu experimentální imunologie Fakultní nemocnice v Curychu, přešel do Fakultního lékařské centra v Mohuči. Tam od roku 2001 pracuje na různých vedoucích pozicích ve výzkumu rakoviny a imunologii a od roku 2006 je profesorem experimentální onkologie na III. lékařské klinice.
Şahin pracuje dále na identifikaci a charakterizaci nových cílových molekul ( antigenů ) pro imunoterapii rakovinových nádorů, např. rakoviny prsu, rakoviny prostaty, rakoviny plic a dalších nebezpečných rakovin. Cílem je vyvinout vakcínu proti rakovině na bázi ribonukleové kyseliny (RNA), poselské látky s genetickou informací, která spouští odpovídající reakci imunitního systému, vedoucí k inhibici a regresi nádorů. Tyto RNA vakcíny nezpůsobují trvalé genetické změny v genetickém materiálu buněk. Jednoduše řečeno, jsou po jednoduchém použití znovu rozpuštěny za vzniku proteinu . Jedním z problémů je vyvinout postup genetického inženýrství tak, aby tyto vakcíny po injekci vyvolaly přímou a cílenou reakci imunitního systému. Při vývoji takto optimalizovaných řetězců RNA dosáhl Uğur Şahin a jeho výzkumný tým v posledních letech pozoruhodné úspěchy.
Şahin se považuje za imunitního inženýra, který se snaží pomocí antivirových mechanismů těla léčit například rakovinu, když s ní imunitní systém není schopen bojovat. Svou vizi vidí ve vedení imunitního systému k „ochraně před určitými nemocemi nebo zmírnění jejich výskytu“.

## Podnikatelská činnost aBioNTech

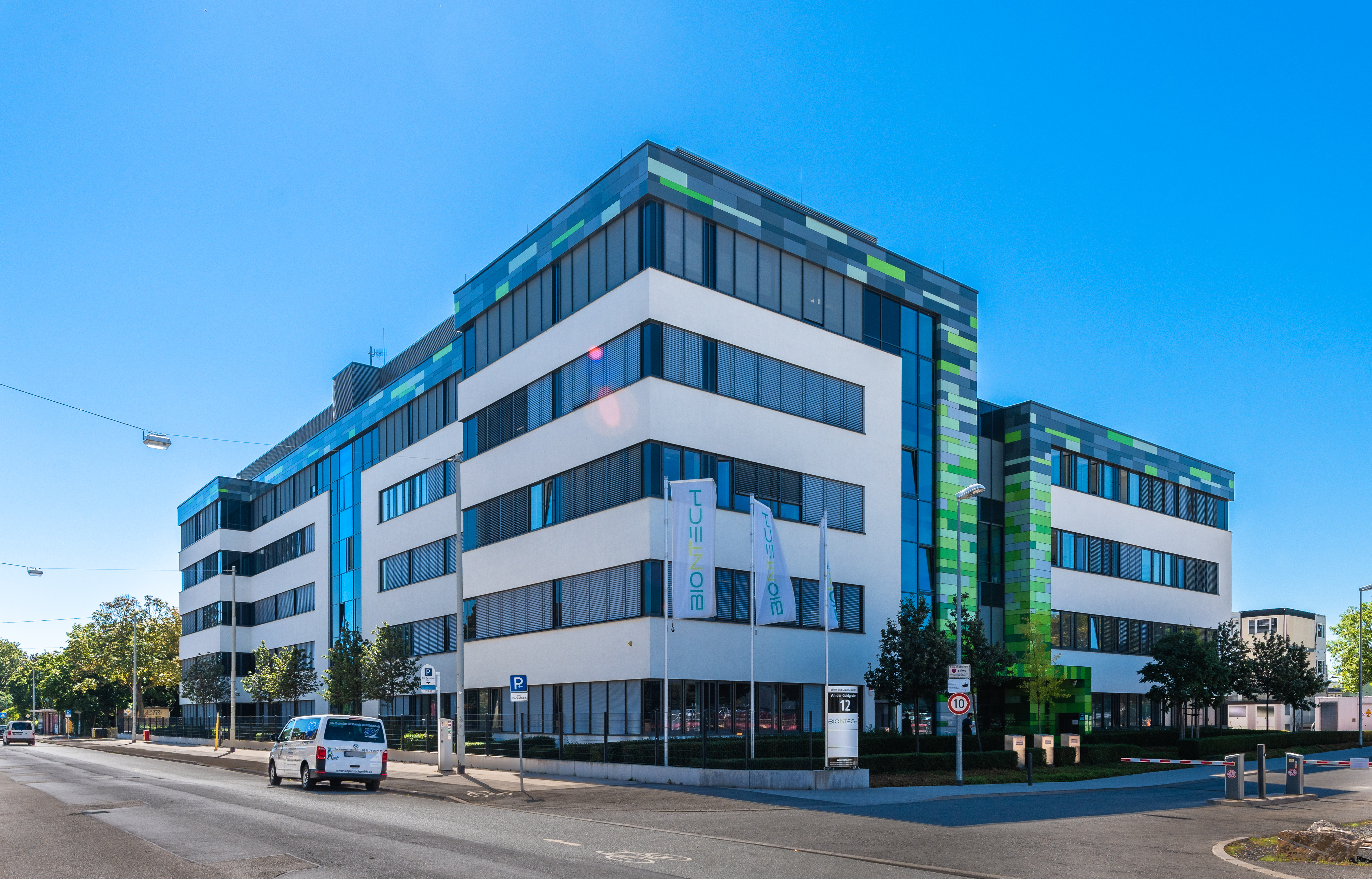
Sídlo společnosti BioNTech SE v Mohuči

Şahin byl jedním ze zakladatelů biotechnologické společnosti BioNTech se sídlem v německém Mohuči v roce 2008 a od té doby je jejím generálním ředitelem. BioNTech se zaměřuje na vývoj a výrobu aktivních imunoterapií pro pacientský přístup k léčbě rakoviny a dalších závažných onemocnění. Hlavním zaměřením jeho výzkumné práce je objev léků na bázi mRNA pro použití jako individualizované rakovinové imunoterapie, jako jsou vakcíny proti infekčním chorobám a jako proteinové substituční terapie pro vzácná onemocnění. Drží menšinový podíl ve společnosti kótované na burze. Od dubna 2020 společnost BioNTech zkoumá vakcínu proti plicní chorobě covid-19 pod vedením Şahina a jeho manželky Özlemi Türeciové, která je rovněž členkou správní rady společnosti.  Şahin je držitelem několika patentů, které podal jménem své společnosti a partnerů.
Na pozadí debaty o distribuci potenciální vakcíny Şahin uvedl, že jedním z klíčů v boji proti covidu-19 je mezinárodní spolupráce. „Není diskuse“ o tom, zda je vakcína dostupná pouze pro jednotlivé země. Účinnost a bezpečnost vakcíny, včetně vedlejších účinků, musí být vždy sděleny transparentně. Je odhodlán zajistit, aby to bylo prováděno opakovaně a spolehlivě, aby se informovali a cítili se informováni. Şahin je proti povinnému očkování a zdůrazňuje dobrovolnou povahu očkování. V lednu 2020 vstoupil (při vývoji této vakcíny) do partnerství s americkou farmaceutickou společností Pfizer a do konce roku 2020 byla vakcína uvedena na trh a schválena. V listopadu společnost uvedla 95 procentní účinnost vakcíny Pfizer–BioNTech proti covidu-19 (Comirnaty).
V roce 2019 získal Mustafovu cenu, což je cena udělovaná ob rok pro muslimy a nemuslimské vědce v muslimských zemích za vědu a technologii.

## Publikace
Americká národní lékařská knihovna uvádí 345 klinických studií a dalších publikací, kterých se Şahin účastnil; prvním autorem je ve 49 případech. Americký úřad pro patenty a ochranné známky uvádí několik souvisejících patentů.

## Ocenění
- 1995: Cena Vincenze Czerného Německé společnosti hematologů a onkolegů (DGHO)
- 1995: Cena za zásluhy Americké společnosti pro klinickou onkologii (ASCO)
- 1997: výzkumná cena Calogero Paglierello
- 2005: Georges Köhlerova cena Německé imunologické společnosti
- 2006 a 2010: Cena GO-Bio Federálního ministerstva školství a výzkumu
- 2012: Cena BMBF Spitzencluster pro projekty TRON jako součást CI3-Regional Cluster pro individualizovanou imunitní intervenci
- 2017/18: ERC pokročilý grant v Life Sciences
- 2019: Mustafova cena
- 2019: Německá cena rakoviny
- 2020: Národní německá cena za udržitelnost [20]
- 2020: osobnost roku dle Financial Times [21]
- 2021: Záslužný řád Spolkové republiky Německo